# Nikolái Adlerberg

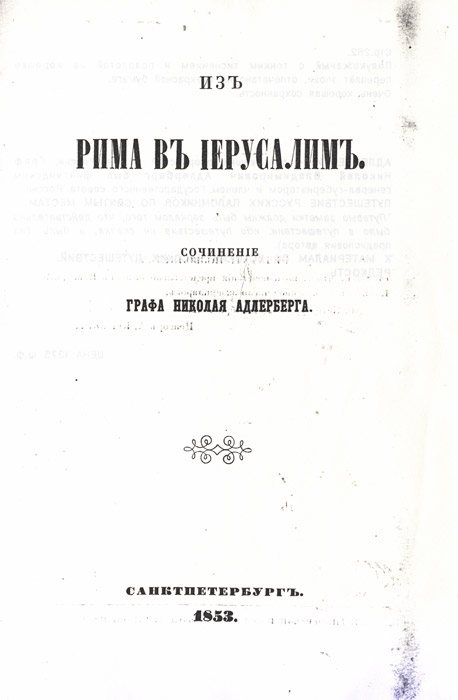
De Roma a Jerusalén de Adlerberg.

El Conde Nikolái Vladímirovich Adlerberg (Николай Владимирович Адлерберг; 19 de mayo de 1819 - 25 de diciembre de 1892) fue Consejero de Estado, Chambelán, y gobernador de Taganrog, Simferópol y  Finlandia.

## Biografía
Nikolái Adlerberg nació en una familia noble sueca de Adlerberg el 19 de mayo de 1819 en San Petersburgo. Su padre, Vladímir Fiódorovich Adlerberg era un amigo cercano de Nicolás I; en 1852-1870 fue Presidente del Departamento de Correos Imperial Ruso, que introdujo los primeros sellos postales rusos.
Nikolái Adlerberg se graduó del Cuerpo de Pages de Su Majestad en 1837, y en 1838 fue designado ayudante de campo del emperador; participó en las guerras conducidas por Rusia en el Cáucaso (1841-1842) y Hungría en 1849. Después de la campaña húngara fue promovido al rango de coronel y condecorado con armas doradas.
Adlerberg renunció en 1852 y fue agregado al Ministerio del Interior ruso, recibiendo el título de chambelán en la corte de Su Majestad el mismo año. El 10 de junio de 1853 Adlerberg fue designado Gobernador de Taganrog, pero abandonó el puesto de Gobernador en manos del general Yegor Tolstoy en la primavera de 1854 debido a la declaración del estado de guerra en Taganrog y por la proximidad de las acciones de la Guerra de Crimea. 
En 1855, Nikolái Adlerberg fue promovido al rango de mayor general y contrajo matrimonio con Amalie Gräfin de Lerchenfeld (1808-1888) (en su primer matrimonio Baronesa Amalie von Krüdener).
El Conde Adlerberg sirvió como gobernador general de Simferopol y de la Gobernación de Táurida (1854-1856) durante el difícil periodo de la Guerra de Crimea. Más tarde sirvió en la Misión Diplomática Imperial Rusa en Berlín en 1856-1866. Nikolái Adlerberg fue promovido al rango de teniente general en 1861 y general de infantería en 1870, y durante dieciséis años sirvió como Gobernador General de Finlandia (1866-1881). Siendo un apasionado del teatro, fundó el Teatro Ruso en Helsingfors en 1868, que fue nombrado Teatro Alejandro en 1879 en honor a Alejandro II de Rusia.
El 22 de mayo de 1881, el Conde fue nombrado miembro del Consejo de Estado, pero fue retirado de este puesto después del asesinato de su protector, el emperador Alejandro II de Rusia. Nikolái y Amalie Adlerberg se trasladaron a Alemania, donde se establecieron en la finca de Maximilian Lerchenfeld en Tegernsee cerca de Múnich.
Nikolái Adlerberg murió el 25 de diciembre de 1892 en Múnich, Baviera.

## Condecoraciones
- 1842 - Orden de Santa Ana de 3º grado
- 1849- Orden de Santa Ana de 2º grado
- 1848 - Orden de San Vladimir de 4º grado
- 1854 - Orden de San Vladimir de 3º grado
- 1855 - Orden de San Estanislao de 1º grado
- 1859 - Orden de Santa Ana de 1º grado
- 1865 - Orden de San Vladimir de 2º grado
- 1867 - Orden del Águila Blanca
- 1872 - Decoración con diamantes de la Orden de San Alejandro Nevski
- 1876 - Orden de San Vladimir de 1º grado